# Convenção da Assembleia de Deus no Brasil
A Convenção da Assembleia de Deus no Brasil (CADB) é a terceira maior convenção das Assembleias de Deus no Brasil. Fundada em 2017 a partir de um grupo dissidente da Convenção Geral das Assembleias de Deus no Brasil (CGADB). Entre as causas da divisão da denominação estão: a ordenação feminina, o que era proibido pela CGADB, bem como a não alternância de liderança na CGADB. Sua sede está localizada em São Cristóvão (Rio de Janeiro).

## História
A Convenção Geral das Assembleias de Deus no Brasil, a maior denominação pentecostal no país, e teve como presidente o Pastor José Wellington Bezerra da Costa de 1989 até 2015, quando foi substituído pelo filho do presidente anterior, o Pastor José Wellington Costa Junior.
Sendo assim, a não alternação de liderança gerou insatisfação em parte dos pastores afiliados a convenção, além das acusações de fraudes nas eleições de 2013.
Em 2013, Samuel Câmara e José Wellington Bezerra da Costa disputaram a presidência da CGADB. Foram contabilizados 16.410 votos válidos, dos quais 9.003 votos (54%) foram para José Wellington e 7.407 (46%) para Samuel Câmara.
As eleições foram contestadas judicialmente, visto a não comprovação de pagamento dos inscritos para votação, o que gerou atrito entre os dois candidatos.[carece de fontes?]

### Fundação
Em dezembro de 2017, sob novas acusações de fraudes eleitorais, cerca de 10 mil pastores se desfiliaram da CGADB para formar a Convenção da Assembleia de Deus no Brasil (CADB).
A fundação da nova denominação ocorreu em Belém (Pará), com sede definida em São Cristóvão (Rio de Janeiro).
A nova convenção teve grande apoio dos pastores do estados do Amazonas e Amapá onde 3 mil e 2,5 mil membros se desfiliaram da CGADB em 2017, respectivamente.
A no seu início a nova denominação já prometeu a criação de novo material para a Escola Bíblica Dominical, para não usar as revistas da Casa Publicadora das Assembleias de Deus da CGADB.

## Doutrina
Em seu início a convenção contava com 10 mil pastores afiliados em 26 unidades federativas do Brasil e promoveu apoio a ordenação feminina, o que já a diferencia da CGADB.